# Дневники Кэрри (роман)
«Дневники Кэрри» (англ. The Carrie Diaries) — молодёжный романтический роман, написанный Кэндэс Бушнелл и изданный 2010 году. Книга рассказывает о подростковой жизни главной героини её статей Кэрри Брэдшоу. Новая серия романов является предысторией книги и сериала «Секс в большом городе». Роман рассказывает о школьных годах Кэрри Брэдшоу, а также её первых годах работы в качестве журналиста в Нью-Йорке.
Первая часть была опубликована 27 апреля 2010 года, а вторая часть — «Лето в большом городе» — поступила в продажу в апреле 2011 года. В 2012 году канал «The CW» начал работать над проектом «Дневники Кэрри», который снят по мотивам одноимённого романа. Роль юной Кэрри досталась актрисе Аннесофии Робб, а премьера сериала состоялась 14 января 2013 года.

## Сюжет
Начало 1980-х годов. Задолго до событий культового сериала Секс в большом городе, знаменитая писательница Кэрри Брэдшоу была обычной девчонкой из тихого пригорода. Она заканчивает школу и готова начать взрослую жизнь, смело глядя в будущее. Кэрри и её подруги были неразлучны. До тех пор, пока в их жизни не появился Себастьян Кидд. Отношения Кэрри с людьми проходят проверку, и девушка узнаёт, кто её настоящие друзья.
В конце концов она получает приглашение в «Школу писателей» и направляется покорять Нью-Йорк, где её ждут волнующие романтические приключения.

## Персонажи
- Кэрри Брэдшоу (англ. Carrie Bradshaw) — главная героиня, 17-летняя школьница, начинающая писательница. Старшая из трёх сестёр. Повествование ведётся от лица Кэрри, рассказывающей об учёбе в выпускном классе. Её мать умирает до начала событий романа. Когда в её школу переводится Себастьян Кидд, у Кэрри начинается вражда с Донной ЛаДонной, которая приводит к серии неудач в личной жизни девушки. Однако позже выясняется, что за ними стоит не Донна, а подруга Кэрри, Лали. Подавала заявку на участие в курсе для начинающих писателей в Нью-Йорке, но ей отказали. Вскоре она начинает писать для школьной газеты сатирические статьи под псевдонимом Пинки Уэзертон (англ. Pinky Weatherton), которые нравятся приёмной комиссии, и девушка наконец получает приглашение на обучение в Большом яблоке.

- Себастьян Кидд (англ. Sebastian Kydd) — юноша, который перевёлся в «Каслбэри Хай» после того, как его выгнали из другой школы. Его мать — давняя подруга матери Кэрри. Сама Кэрри влюблена в Себастьяна с тех пор, как им было по 12 лет. Кэрри описывает его, как идеального парня, однако в конце концов, она разочаровывается в юноше, когда раскрывается его ложь и интрижка с Лали. Позже Кэрри понимает, почему Себастьян ушёл от неё к Лали — «она проще», что значит, «она не сопротивляется».

- Донна ЛаДонна (англ. Donna LaDonna) — самая популярная девочка в школе, которую многие боятся. Кэрри видит её как своего заклятого врага. В конце концов, Донна и Кэрри становятся хорошими подругами, вместе посещая класс фотографии. Донна даёт Кэрри номер её кузины в Нью-Йорке, которой оказывается Саманта Джонс.

- Лали Кандэзи (англ. Lali Kandesie) — «заклятая подруга»[3] Кэрри, главный отрицательный персонаж книги. Сначала девушка предстаёт перед читателями доброй и заботливой подругой, однако все меняется, когда у Кэрри начинается роман с Себастьяном — тогда проявляется настоящая суть Лали. Лали настраивает Кэрри против Донны ЛаДонны, и когда у Себастьяна и Кэрри возникают проблемы в отношениях, она уводит возлюбленного у подруги. В конечном итоге, Себастьян изменяет и Лали — девушка застаёт его со своей сестрой. Даже не предпринимала попыток извиниться перед Кэрри за свой поступок.

- Джордж Картер (англ. George Carter) — красавец-поклонник Кэрри, выросший в Нью-Йорке, учится в Брауне. Он внимателен к девушке и поддерживает её амбиции стать настоящей писательницей. Однако Кэрри воспринимает его лишь как друга, несмотря на уговоры отца выйти замуж за Джорджа. Джордж дружит со старшей сестрой Себастьяна, Амелией. От неё юноша узнаёт, что у Кэрри роман с Себастьяном, что разбивает Джорджу сердце. Джордж знакомит Кэрри со своей тётей, известной писательницей Мэри Гордон Ховард, которую девушка зовёт «Великая Ховард» (англ. The Gorgon).

- Уолт (англ. Walt) — лучший друг Кэрри, у которого роман с Мэгги, одной из подруг девушки. Пара встречалась два года. Однако Мэгги казалось странным, что у них не было секса, в результате чего пара рассталась. Позже становится известно, что Уолт — гей, и что у него роман с 20-летним футболистом Ренди Сандерсом. Узнав о нетрадиционной сексуальной ориентации сына, отец Уолта, Ричард, выгоняет его жить в палатку рядом с домом, но всё же решает оплатить учёбу в колледже, так как «это его долг».

- Мэгги (англ. Maggie) — лучшая подруга Кэрри, страдающая от заниженной самооценки, несмотря на все её достоинства. После расставания с Уолтом начинает встречаться с другим парнем, издателем Питером. Постоянно плачет и находится на грани нервного срыва. Переживает, что из-за очередной статью Кэрри, у девушек в её школе проснулся интерес к Питеру — как выяснилось позже, это страх не был беспочвенным.

- Роберта «Мышь» Кастеллс (англ. Roberta «Mouse» Castells), также известная как «Могучая мышь» (англ. Mighty Mouse) — одна из подруг Кэрри. Девушка считаёт её самой умной девчонкой в школе. Когда Роберта рассказывает, что у неё был секс с её парнем Дэнни, Кэрри задаётся вопросом — неужели она единственная девственница в школе? Роберта очень приятная девушка, которая со всем находит общий язык.

- Питер Арнольд (англ. Peter Arnold) — редактор школьной газеты, для которой пишет Кэрри. Мэгги начинает встречаться с Питером после расставания с Уолтом. Однако позже юноша бросает Мэгги ради подруги Донны ЛаДонны. Именно Питер настоял на том, чтобы Кэрри начала писать для газеты.

- Мисси и Доррит (англ. Missy & Dorrit) — младшие сёстры Кэрри. Мисси более послушная по сравнению с Доррит, проявляющей свой бунтарский характер. У Кэрри более близкие отношения именно с Мисси, в то время как Доррит обуревает ревность, так как их мать, по мнению девочек, больше всех любила Кэрри.

## Отзывы
Los Angeles Times назвал роман «изобретательным, от которого нельзя оторваться» (англ. an addictive, ingenious origin story).

## Российское издание
В России роман был опубликован издательским домом «Астрель» в переводе Майи Балабановой — книга издавалась в твёрдой и мягкой обложках в 2010 и 2011 годах, соответственно. Объём составил 448 страниц.